# Nichts von alledem (tut mir leid)
Nichts von alledem (tut mir leid) ist ein Lied des Popduos Rosenstolz. Es wurde erstmals am 26. Mai 2006 beim Label Universal Music Group veröffentlicht und von Ulf Leo Sommer sowie den beiden Musikern von Rosenstolz selbst geschrieben. Das Lied ist in dem Rosenstolz-Album „Das große Leben“ enthalten.

## Chartplatzierungen
Insgesamt blieb der Titel sieben Wochen in den Charts.
In Deutschland konnte er in zwei Wochen zudem Platz 11, in Österreich Platz 47 und in der Schweiz Platz 59 erreichen. In Deutschland, Österreich und der Schweiz stieg das Lied jeweils erst 2012 in die Charts ein, nachdem es durch die HP-Werbung bekannt wurde.